# Хокер PV.3
Хокер PV.3 (енгл. Hawker PV.3) је британски ловачки авион. Први лет авиона је извршен 1934. године. 

Овај авион је био у суштини увеличани Хокер Фјури, јер је од РВ Британије захтевано теже наоружање од бар 4 митраљеза 7,7 мм. Због проблема са мотором, није ушао у производњу.
Практична највећа висина током лета је износила 9022 метара а брзина успињања 704 метара у минути.

## Наоружање
| Наоружање авиона: Хокер        |     |
| Ватрено (стрељачко) наоружање  |     |
| Топ                            |     |
| Митраљез                       |     |
| Број и ознака митраљеза        | 4   |
| Калибар                        | 7,7 |
| Бомбардерско наоружање (бомбе) |     |
| Ракетно наоружање (ракете)     |     |